# ماوريتسيو ماريني
ماوريتسيو ماريني (1 يناير 1912 إيطاليا - 1 يناير 1988) هو لاعب كرة قدم إيطالي سابق كان يلعب كلاعب وسط.